# Matchroom Professional Championship
Matchroom Professional Championship — пригласительный снукерный турнир, проходивший в конце 1980-х годов в Англии.
Турнир появился благодаря сотрудничеству организации Бэрри Хирна и восьми ведущих профессиональных снукеристов того времени. Проходил в течение трёх сезонов, все игрались в Cliffs Pavilion (Саутенд-он-Си). В 1988 году у турнира появился спонсор — компания LEP, из-за этого название соревнования сменилось на LEP Matchroom Championship. В календарь сезона мэйн-тура не входил.
Победители
| Год  | Победитель    | Финалист      | Счёт | Приз победителю | Спонсор |
| ---- | ------------- | ------------- | ---- | --------------- | ------- |
| 1986 | Вилли Торн    | Стив Дэвис    | 10:9 | £ 50 000        | —       |
| 1987 | Деннис Тейлор | Вилли Торн    | 10:3 | £ 50 000        | —       |
| 1988 | Стив Дэвис    | Деннис Тейлор | 10:7 | £ 50 000        | LEP     |